# Pezós
Pezós (em galego-asturiano), Pesoz (em castelhano) ou Pezós/Pesoz (oficialmente) é um concelho (município) da Espanha na província e Principado das Astúrias. Tem 38,97 km² de área e em 2019 tinha 147 habitantes (densidade: 3,8 hab./km²).

## Demografia
| Variação demográfica do município entre 1991 e 2004 | Variação demográfica do município entre 1991 e 2004 | Variação demográfica do município entre 1991 e 2004 | Variação demográfica do município entre 1991 e 2004 |
| --------------------------------------------------- | --------------------------------------------------- | --------------------------------------------------- | --------------------------------------------------- |
| 1991                                                | 1996                                                | 2001                                                | 2004                                                |
| 343                                                 | 268                                                 | 241                                                 | 221                                                 |